# Zélie
Zélie est un prénom féminin fêté le 17 octobre avec sainte Solène ou le 12 juillet avec Zélie Martin, mère de sainte Thérèse de Lisieux.

## Étymologie
Zélie est une forme abrégée de l'ancienne forme du prénom  Solène, qui s'écrivait Zéline.
Il est aussi latinisé en Zelia. Il est attesté depuis longtemps puisque certains textes du XVe siècle, en évoquant sainte Solène, parlent de sainte Zélie[réf. nécessaire]. Il n'a jamais disparu de l'usage et, contrairement à Solène, se rencontre même parfois en Grande-Bretagne, latinisé en Zelia.

## Occurrence
Plutôt rare jusqu'au XXe siècle, le prénom connaît en France un regain de popularité dans les années 2000 avant de décliner. En 2020, 814 filles ont reçu le prénom Zélie (contre 1 355 en 2009).

## Zélie comme prénom de personne
- Solène ou Soline, chrétienne d’Aquitaine au IIIe siècle, fut martyrisée à Chartres. Des textes du XVe siècle la nomment aussi Sainte-Zélie.
- Zélie, bande dessinée.
- Zélie Martin, mère de sainte Thérèse de Lisieux.
- Zélie Courbet, sœur de Gustave Courbet.

## Divers
- Zelia est un astéroïde.